# تيم رادفورد
تيم رادفورد (بالإنجليزية: Tim Radford)‏ هو صحفي نيوزلندي، ولد في 1940 في نيوزيلندا.